# Asaf Jah VII
Rustam-i-Dauran Arustu-i-Zaman Wal Mamaluk Asaf Jah VII Muzaffar al-Mamaluk Nizam al-Mulk Nizam al-Daula Nawab Mir Osman Ali Khan Bahadur Sipahsalar Fath Jang (Hyderabad 6 d'abril de 1886-24 de gener de 1967) fou nizam d'Hyderabad i Berar, titulat Fidel Aliat del Govern Britànic.
Era el segon fill d'Asaf Jah VI amb Amat uz-Zahra un-nisa Begum Sahiba; va succeir al seu pare (per premoriència del seu germà gran) el 29 d'agost de 1911 sent instal·lat al musnab el 18 de setembre de 1911. Era un erudit i poeta en urdú i persa. El 12 de desembre de 1911 fou cavaller de l'orde de l'estrella de l'Índia. El 1912 el maharaja sir Kishen Pershad va dimitir com a primer ministre i va nomenar al seu lloc a Nawab Yusuf Ali Khan Salar Jung III que va dimitir el 1914 i llavors va agafar directament el govern. Era un personatge de gran riquesa, i va fer donacions a institucions hindús, sikhs i musulmanes, i va ser un gran contribuïdor d'entitats educatives. El 4 de desembre de 1917 fou cavaller de l'orde del Bany; va rebre el títol d'Altesa Exaltada el 24 de gener de 1918 (herditari) i el de nizam d'Hyderabad i Berar del 13 de novembre de 1936. Va tenir també diversos graus militars i va rebre diverses condecoracions.
Quan els britànics van donar als estats protegits l'opció entre unir-se a l'Índia, al Pakistan o accedir a la independència, va triar aquesta darrera opció (el sobirà era musulmà i la població hindú). El 14 d'agost de 1947 el país va accedir formalment a la independència. Davant l'existència d'un estat dirigit per un musulmà enclavat dins el territori de l'Índia, i davant dels disturbis provocats per la lluita entre les forces del nizam, amb el suport de les milícies musulmanes Razakar, contra els hindús partidaris de l'entrada a la Unió Índia, l'exèrcit indi va intervenir el 1948 i va annexionar el país (17 de setembre de 1948), tot mantenint el nizam com a cap constitucional de l'estat. Els disturbis van anar acompanyats de pillatges, assassinats i violacions massives, perpetrades primer per milícies musulmanes contra la població hindú i, després de la intervenció de l'exèrcit indi, a l'inrevés. Una part dels musulmans va acabar emigrant al Pakistan. El nizam fou forçat a signar el document d'accessió el 24 de novembre de 1949. Hyderabad va esdevenir de facto la província d'Hyderabad i després del 26 de gener de 1950 l'estat d'Hyderabad fins a la reorganització per línies lingüístiques quan l'estat de Hyderabad es va dissoldre l'1 de novembre de 1956 en formar-se nous estats segons criteris lingüístics, de manera que actualment el seu antic territori és part dels estats d'Andhra Pradesh, Karnataka i Maharashtra. El nizam va ser rajpramukh (cap constitucional de l'estat) del 26 de gener de 1950 fins al 31 d'octubre de 1956.
Es va casar el 16 d'abril de 1906 amb Dulhan Pasha Begum Sahiba (Madr-i-Deccan) (+ 1955), el 1918 amb Shahzada Begum Sahiba, després amb Iqbal Gowhar Begum Sahiba (+ 1972) amb Amira Begum Sahiba, amb Ahmadi Begum Sahiba, amb Shah Taj Gowhar Begum Sahiba (+ 1977), amb Khader Begum Sahiba amb Sahibzadi Mazhar un-nisa Begum Sahiba (Chinnu Begum Sahiba, + 1964), amb Laila Begum Sahiba (una ballarina, la seva dona preferida i mare de cinc dels seus fills i dues filles), amb Jani Begum Sahiba, amb Anwar Begum Sahiba, amb Razia Begum Sahiba, o sigui onze dones a més de nombroses concubines com Munira Bi, Zeenat Bi, Gul Bi, Aliya Bi, Bari Khumru Bi, Amin Bi, Sultan Bi, Imam Bi, Roshan Bi, Iqbal Bi, Nunhi Bi, Bismillah Bi, Allah Rakhi Bi, Ayisha Bi i Jamal Bi. Va tenir uns 50 fills entre els quals 20 fills i 19 filles coneguts. El va succeir en els títols i drets el seu net (fill del fill gran, per designació del seu avi feta el 14 de juny de 1954 i reconeguda pel govern de l'Índia el 1964) Nizam al-Mulk Fath Jang Barkat Ali Khan Mukarram Jah Asaf Jah VIII.